# Sallustio (praefectus urbi)
Sallustio (in latino Sallustius; fl. 387-400) è stato un funzionario romano di età imperiale, che nel 387 ricoprì la carica di praefectus urbi.
Durante il suo mandato, propose alcune modifiche al progetto della basilica di San Paolo fuori le mura, allora in costruzione, allo scopo di ingrandirla; gli imperatori (Valentiniano II, Teodosio I e Arcadio) diedero il loro assenso.
Quinto Aurelio Simmaco lo raccomandò a Aurelio Ambrogio, vescovo di Milano, e gli raccomandò un certo Ammonio, oltre a ringraziarlo per avergli inviato dei cavalli dalla Spagna in occasione dei giochi pretoriani del 400, organizzati da Simmaco in occasione della pretura del figlio.
Il figlio minore di Sallustio si sposò ad Ostia nel 398.